# Kermess
Kermess est un groupe de rock indépendant canadien, originaire de Coaticook, au Québec. Il est formé en 1995 et dissous en 2004.

## Biographie
Kermess est formé en 1995 à Coaticook, au Québec. Ils sont les gagnants du concours Cégeps Rock en 1996,. Leur premier album, Les douze nocturnes, est publié l'année suivante, en 1997, et compte 10 000 exemplaires vendus. En 1998, le groupe sort l'album Bref exposé.
En 2002, le groupe publie son troisième album, Génération Atari. La même année, le groupe participe à des festivals et réalise des concerts à des Cégeps. Le groupe se sépare en 2004. Douze ans plus tard, en 2016, il se regroupe et joue à la Fête du lac des Nations de Sherbrooke et à l'Amnesia Rockfest de Montebello.

## Discographie
- 1997 : Les douze nocturnes[2]
- 1998 : Bref exposé[2]
- 2002 : Génération Atari

## Membres
- Sylvain Tremblay - voix, guitare
- Dominic Morin - guitare, voix
- Mario Landry - guitare basse
- François Landry - guitare, voix
- Martin Fillion - batterie, voix